# 埃及的利西馬科斯
利西馬科斯（希臘語：Λυσιμαχoς），生活於西元前三世紀，是埃及托勒密王朝托勒密二世和阿爾西諾伊一世的兒子，他的母親阿爾西諾伊一世是色雷斯國王利西馬科斯的女兒。
他在他兄弟托勒密三世、他姪子托勒密四世早期還倖存，但後來他被托勒密四世的大臣索西比烏斯所殺。